# Utamaro
Kitagawa Utamaro (喜多川 歌麿?) (h. 1753 - 1806) (su nombre se transliteró igualmente como Outamaro y Utamaru) era un pintor de estampas japonés, considerado uno de los mejores artistas de los grabados ukiyo-e. Se le conoce especialmente por sus magistrales composiciones de mujeres, conocidas como bijinga. También hizo estudios de la naturaleza, en particular libros ilustrados de bichos.
Su obra llegó a Europa a mediados del siglo XIX, donde se hizo muy popular, disfrutando de especial aceptación en Francia. Influyó a los impresionistas europeos, particularmente por su uso de vistas parciales, con énfasis en la luz y la sombra.

## Vida

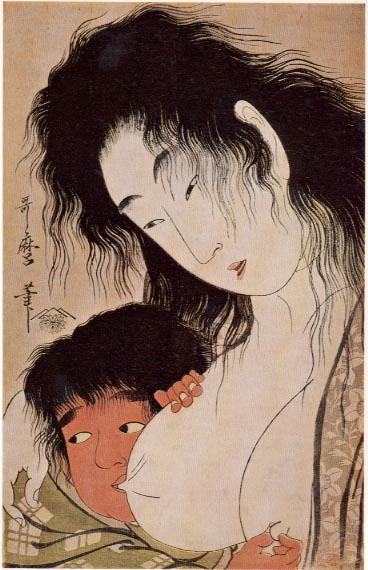
Yama-Uba y Kintaro (con una copa de vino)

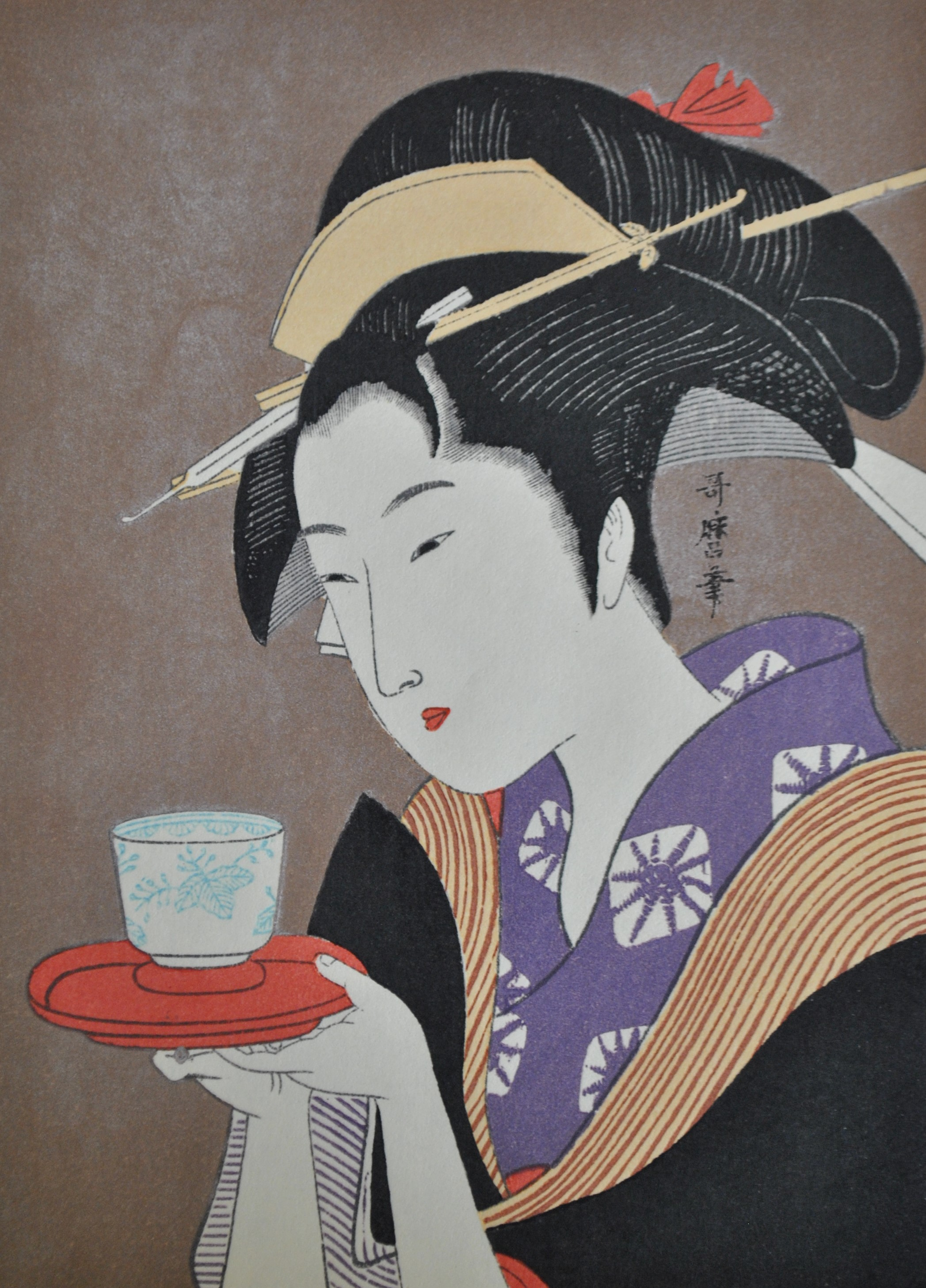
Naniwaya Okita, estampa de Utamaro. Naniwaya fue la modelo predilecta de Utamaro.

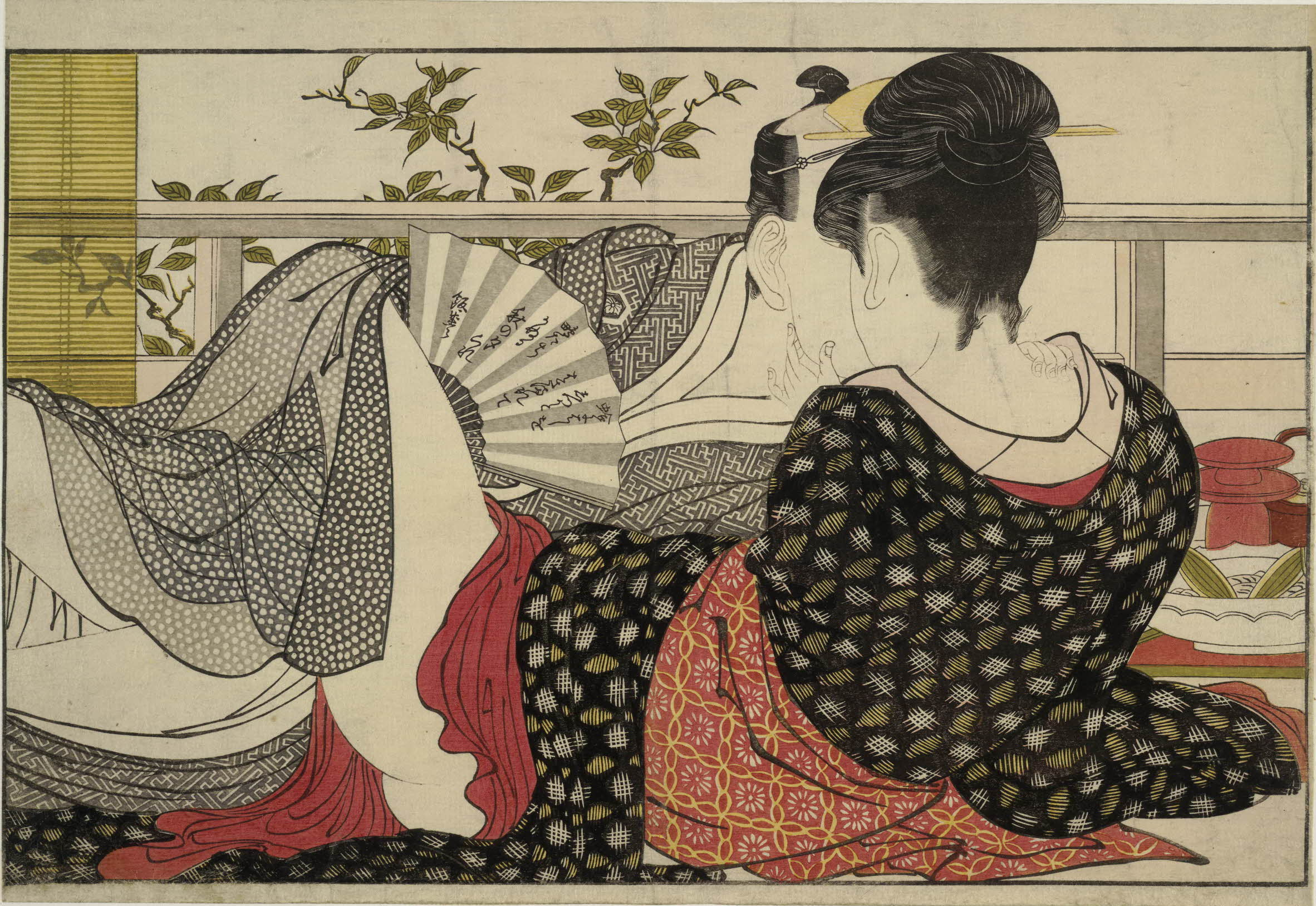
Estampa shunga de Utamaro en el Museo Británico de Londres

Los detalles biográficos de Utamaro son limitados, y cada referencia da una versión distinta.
Varios autores señalan que nació en Edo (hoy Tokio), Kioto u Osaka (las tres principales ciudades de Japón), o en una ciudad de provincias, de la que nadie está seguro, alrededor de 1753; el dato exacto se desconoce también. Una tradición afirma que nació en Yoshiwara, el distrito cortesano de Edo, hijo de la dueña de una casa de té, pero no hay evidencia de ello. Su nombre auténtico era Kitagawa Ichitaro.
Se acepta que fue alumno del pintor Toriyama Sekien mientras aún era un niño, y muchos creen que incluso era su hijo. Vivió en casa de Sekien mientras crecía, y la relación continuó hasta la muerte de Sekien en 1788. En principio, Sekien fue formado en el estilo aristocrático de la escuela Kanō de pintura japonesa, pero cuando era de mediana edad, empezó a cultivar la escuela popular, o ukiyo-e. Tuvo otros alumnos, ninguno particularmente distinguido.
Utamaro, junto a otros japoneses de la época, cambió su nombre al crecer, y también asumió el nombre de Ichitaro Yusuke cuando envejeció. Aparentemente se casó, aunque se sabe poco de su esposa, y aparentemente no tuvo hijos.
Su primer trabajo profesional, a los 22 años, en 1775, parece que fue la cubierta de un libro de kabuki, bajo el nombre artístico (gō) de Toyoaki. Después produjo grabados de actores y guerreros, junto a programas de teatro y otros materiales semejantes. En la primavera de 1781, cambió su gō por el de Utamaro, y comenzó a pintar y diseñar grabados de mujeres.
En algún momento a mediados de los años 1780, probablemente en 1783, fue a vivir con el joven impresor Tsutaya Juzaburo, con quien vivió unos cinco años. Parece que fue artista principal de la firma Tsutaya. Produjo esporádicas estampas, pues se dedicó principalmente a la ilustración de libros de kyoka, literalmente 'verso loco', una parodia de la forma clásica llamada waka. Parece que nada produjo entre 1790 y 1792, o nada ha sobrevivido.
Alrededor de 1791 Utamaro dejó de diseñar ilustraciones para libros y se concentró en los retratos femeninos, más que los grabados de grupos de mujeres que hacían otros artistas ukiyo-e. En 1793 logró reconocimiento como artista, y acabó su acuerdo con Tsutaya Juzaburo. Después se lanzó a series de retratos femeninos, todos ellos representando mujeres del distrito Yoshiwara.
A lo largo de los años hizo estudios de naturaleza y shunga, o erótica. En 1797, Tsutaya Juzaburo murió, y Utamaro aparentemente entristeció mucho por la pérdida de su amigo y protector. Algunos comentan que su obra posterior nunca llegó a las alturas previas.
En 1804, en la cúspide de su éxito, tuvo problemas legales por publicar grabados sobre una novela histórica prohibida. Los grabados, titulados Hideyoshi y sus 5 concubinas, representaba a la esposa del caudillo militar Toyotomi Hideyoshi y sus concubinas; en consecuencia, fue acusado de insultar la dignidad de Hideyoshi. Fue sentenciado a pasar 50 días esposado (algunos sostienen que cayó en prisión durante 50 días). esta experiencia lo dejó marcado y acabó su carrera como artista. 
Murió dos años después, el vigésimo día del noveno mes de 1806, a los 53 años, en Edo.

## Alumnos
Después de la muerte de Utamaro, su alumno Koikawa Shuncho continuó produciendo estampas en el estilo de su mentor, y asumió el gō Utamaro hasta 1820; su obra se conoce como "Utamaro II". Después de 1820 cambió su gō por el de Kitagawa Tetsugoro, y su obra posterior se conoce con ese nombre.